# زبان کرسی
زبان کُرسی (Corsu یا Lingua Corsa) زبان رایج در جزیره‌ کرس فرانسه است.
کرسی زبانی رومی‌تبار از زیرشاخه رومی جنوبی شاخه ایتالیک است.
گویشی نزدیک به کرسی نیز در مناطق ساساری و گالورا در جزیره ساردنی ایتالیا صحبت می‌شود.
زبان کرسی همانندی زیادی با ایتالیایی به‌ویژه گویش‌های توسکانی دارد.
زبان کرسی حامل اصلی فرهنگ کرسی است و از نظر زبانزدها بسیار پرمایه است.